# Bitwa pod Koroneją (394 p.n.e.)
Bitwa pod Koroneją – zakończona spartańskim zwycięstwem bitwa 394 p.n.e. w trakcie wojny korynckiej 395 p.n.e. – 387 p.n.e.
Na wieść o wybuchu walk w Grecji, walczący z Persami w Azji Mniejszej król spartański Agesilaos II zawrócił swoje wojska i przeprawił się przez Hellespont, a następnie pomaszerował przez Trację po drodze zbierając sprzymierzeńców z Trachis, Orchomenosu oraz Fokai. W Tessalii rozbił tamtejszą kawalerię (sprzymierzoną z Beotami) i szykował się do najazdu na Beocję.
14 sierpnia 394 roku, w dniu zaćmienia Słońca doszła do Agesilaosa wieść o klęsce pod Knidos – wojskom jednak przekazał, że odniesiono zwycięstwo (już wcześniej dotarły wieści o, w tym przypadku prawdziwym, spartańskim zwycięstwie nad Nemeą) – i ruszył w głąb Beocji.
Żadne antyczne źródło nie podaje liczebności armii. Można szacować, że Agesilaos miał łącznie ok. 15 tys. hoplitów, Spartan i sprzymierzeńców, w tym m.in. oddziały, które powróciły z marszu dziesięciu tysięcy; naprzeciwko niego stanęły wojska koalicji Teb, Aten, Argos, Eubei, Lokrydy i Koryntu, liczące prawdopodobnie ok. 20 tys. hoplitów. Obie strony dysponowały podobnymi siłami jazdy, jednak po stronie Spartan więcej było peltastów.
Spartanie nadeszli z Kephisos, ich przeciwnicy z Helikonu; armie spotkały się na równinie pod Koroneją. Prawdopodobnie prawe skrzydło koalicjantów (wojska tebańskie) znajdowało się koło dzisiejszej wsi Manoura. Na przeciwnym stały wojska z Argos. Naprzeciw nich znajdowały się oddziały spartańskie (prawe skrzydło, dowodzone bezpośrednio przez Agesilaosa), a żołnierze z Orchomenosu znajdowali się na lewej flance (naprzeciwko Tebańczyków).
Według Ksenofonta, który był świadkiem bitwy, armie zbliżały się do siebie w milczeniu, aż podeszły na dystans stadionu. Wtedy z okrzykiem bojowym przyspieszyły, by po następnych 100 metrach uderzyć na siebie w biegu. Jako pierwsze natarło centrum spartańskie (wojska z Jonii i Hellespontu); lewe skrzydło sprzymierzonych uciekło na samym początku, co pozwoliło prawemu skrzydłu Spartan obejść i rozbić centrum wroga. Tylko Tebańczycy na flance prawej walczyli dobrze, bijąc Orchomeńczyków i atakując spartański tabor. Na wieść o tym Agesilaos obrócił front swojej falangi i ruszył z powrotem na Tebańczyków.
Tebańczycy, oddzieleni od reszty wojsk sprzymierzonych spartańską falangą, zwarli szyk i wywiązała się zażarta walka, w wyniku której większości tebańskiego kontyngentu udało się przebić i wycofać. Zwycięstwo odnieśli jednak Spartanie, którzy ponieśli mniejsze straty (ok. 350 hoplitów wobec 600 po drugiej stronie); niemniej Agesilaos nie kontynuował operacji zaczepnych.
Zwycięstwo zdyscyplinowanej armii spartańskiej potwierdziło jej sławę jako machiny wojennej; na następną walną bitwę z jej udziałem trzeba było czekać aż 23 lata.